# Kation
En kation (også kaldet positiv ion) er en partikel (atom eller molekyle), der bærer én eller flere positive, elektriske ladninger. Forholdet opstår, når partiklen mister en elektron, ofte i forbindelse med, at stoffet bliver opløst i vand. Antallet af positive ladninger på en kation kan være en, to eller tre. Kationer med ladningen +1 kaldes monovalente, dem med ladning +2 kaldes divalente og kationer med ladningen +3 kaldes trivalente.
Ordet kation blev skabt/opfundet af videnskabsmanden Michael Faraday.

I jordbruget er kationer meget væsentlige, fordi de kan klæbes til overfladen af negativt ladede ler- eller humus-kolloider. Denne belægning med kationer har konsekvenser for flere forhold:
1. Ionlaget afgør, om kolloiderne skal kunne danne "klumper", aggregater, der er grundlaget for krummestruktur.
2. Ionlaget tjener som oplagringssted for vigtige plantenæringsstoffer (gødning).
3. Ionlaget udgør en buffer overfor udsving i jordvandets pH.

## Relevante kationer
- H+ = brint-ion (som er den, der skaber syre)
- NH4+ = ammonium-ion
- K+ = kalium-ion
- Ca2+ = calcium-ion
- Mg2+ = magnesium-ion
- Fe2+ = ferro-jern-ion
- Fe3+ = ferri-jern-ion
- Al3+ = aluminium-ion (som er giftig for planter)